# Danh sách vi quốc gia không còn tồn tại

## A
- Aeterna Lucina
- Nhà nước Độc lập Aramoana
- Vương quốc Araucanía và Patagonia

## B
- Tỉnh Bumbunga
- Vương quốc Bắc Sudan

## C
- Christiania

## E
- Enclava

## D
- Dumpling Bắc

## Đ
- Vương quốc đồng tính nam và đồng tính nữ Quần đảo Biển San hô
- Đại Cộng hòa Vuldstein

## F
- Nhà nước có chủ quyền Forvik
- Cộng hòa Fredonia
- Lãnh thổ Tự do Freedomland
- Công quốc Freedonia
- Forewick Holm

## G
- Ganienkeh

## H
- Công quốc Hutt River

## K
- Cộng hoà Koneuwe

## L
- Vương quốc Lovely
- L'Anse-Saint-Jean

## M
- Công quốc Marlborough
- Cộng hòa Morac-Songhrati-Meads
- Hồi quốc M'Simbati
- Cộng hòa Murrawarri
- Mustachistan

## N
- New Atlantis
- Ngoại Baldonia
- Neue Slowenische Kunst

## P
- Cộng hòa Perloja
- Poyais
- Ploiești

## R
- Đế quốc Romanov
- Cộng hòa Đảo Rose
- Nhà nước Độc lập Rainbow Creek

## X
- Vương quốc Xơ Đăng

## S
- Công quốc Seborga
- Sbarre Centrali
- Somple

## T
- Vương quốc Thế giới khác
- Vương quốc Tavolara
- Công quốc Trinidad
- Nhà nước tự trị Tây Florida thuộc Anh

## V
- Vương quốc Vikesland

## W
- Cộng hoà Tự do Wendland
- Whangamomona

## Y
- Yidindji